# 4139 Ulʹyanin
4139 Ulʹyanin је астероид главног астероидног појаса чија средња удаљеност од Сунца износи 3,139 астрономских јединица (АЈ).
Апсолутна магнитуда астероида је 11,8.